# 谢大鹏
谢大鹏（1969年5月—），云南腾冲人，中华人民共和国地方官员，四川大学哲学系本科学历。

## 生平
1990年7月，谢大鹏参加工作，历任德宏州教委政工科科长，中共德宏州委组织部办公室副主任、主任，中共盈江县委常委、组织部部长、副书记，中共德宏州委党校校长等职。2012年8月任中共德宏州委副秘书长（正处级）:85，2013年4月转任德宏州发改委主任:65，2015年10月改任德宏州人民政府秘书长:68。2016年5月改任中共盈江县委书记，7月调至瑞丽，任瑞丽市人民政府代市长、中共瑞丽市委副书记:84,106。2017年2月19日，瑞丽市人大十七届一次会议举行，谢大鹏正式当选瑞丽市人民政府市长。2019年中国（云南）自由贸易试验区成立后，谢大鹏兼任自贸区德宏片区管委主任。2021年1月卸任瑞丽市长职务，现任瑞丽试验区综合办副主任、党支部书记。